# Абраменко, Фёдор Харитонович
Абраменко Федор Харитонович (21 января 1871, село Душатин, Суражский уезд, Черниговская губерния, Российская империя — 28 декабря 1954, Киев, Лукьяновское кладбище (участок № 31, ряд 3, место 41), Украинская ССР, СССР) — русский и советский филолог-славист, методист, автор одного из руководств по русскому языку, один из основоположников нового русского правописания, автор пособий грамматики и правописания русского языка, внес вклад в реформу российского правописания.

## Биография
Абраменко Федор Харитонович (21 января 1871, село Душатин, Суражский уезд, Черниговская губерния, Российская империя — 28 декабря 1954, Киев, Лукьяновское кладбище (участок № 31, ряд 3, место 41), Украинская ССР, СССР) — русский и советский филолог-славист, методист, автор одного из руководств по русскому языку, один из основоположников нового русского правописания, автор пособий грамматики и правописания русского языка, внес вклад в реформу российского правописания.
В Императорском университете Святого Владимира он окончил филологический факультет, затем Киевский политехнический институт по сельскохозяйственному отделению со званием учёного агронома. Широкое образование позволило ему выбрать призвание - и он стал филологом по русскому языку. Началась работа по созданию грамматики, этимологии, синтаксиса, словаря и других руководств по русскому языку, которая закончилась выпуском учебников (начиная с 1904 г.), выдержавших 36 изданий.
Им было написано и выпущено 11 фундаментальных работ по русскому языку, а его Учебники допущены для средних учебных заведений, в коммерческих училищах, в сельскохозяйственных учебных заведениях и даже в духовных училищах и кадетских корпусах.
5 января 1918 г. (23 декабря 1917 г. по ст. ст.) был опубликован декрет «О введении нового правописания», выполнение которого стало обязательным для всех граждан нового Советского государства. Абраменко один из первых откликнулся на эту реформу и в том же 1917 г. выпустил «Новые правила правописания», а в 1918 г. переиздал все свои учебники русского языка в новом правописании.
Посвященные стихи
Сергей Маркус С Душатина всея Руси был грамотей-наставник

## Основные труды
- Практический синтаксис русского языка в образцах и задачах (1904).
- Орфографический словарик (1906).
- Практическая этимология русского языка в образцах и задачах (1907).
- Новые правила правописания (1907).
- Карманный словарик, заключающий около 6000 слов, наиболее затруднительных для правописания слов, правила правописания, правила переноса слов на другую строку и правила расстановки знаков препинания Сост. по Гроту и доп. по акад. слов. и др. ист. учитель Ф. Абраменко.
- Словарик, заключающий около десяти тысяч затруднительных для правописания слов, правила правописания, правила переноса слов на другую строку и правила расстановки знаков препинания Сост. по Гроту и доп. по акад. слов. и др. ист. учитель Ф. Абраменко.
- Словарик, заключающий свыше десяти тысяч затруднительных для правописания слов, правила правописания, правила переноса слов на другую строку и правила расстановки знаков препинания Сост. по Гроту и доп. по акад. слов. и др. ист. учитель Ф. Абраменко. - 8-е изд. - Киев : кн. маг. И.А. Розова, 1909. - 192 с.; 11.
- Абраменко Федор Харитонович Словарик, заключающий свыше двенадцати тысяч затруднительных для правописания слов, правила правописания, правила переноса слов на другую строку и правила расстановки знаков препинания Сост. по Гроту и доп. по акад. слов. и др. ист. учитель Ф. Абраменко.
- Абраменко Федор Харитонович Часть 2: Полный сборник правил правописания с упражнениями и краткими сведениями о знаках препинания. Москва: издание товарищества "В. В. Думнов, наследники бр. Салаевых", 1918; Петроград; Харьков.
- Абраменко Федор Харитонович Практическая этимология русского языка в образцах и задачах. Москва: Издание Товарищества "В.В. Думнов, наследники бр. Салаевых", 1918; Петроград; Харьков.
- Абраменко Федор Харитонович Практический синтаксис русского языка в образцах и задачах. Москва: издание товарищества В. В. Думнов, наследники бр. Салаевых, 1918; Петроград: типография товаририщества Рябушинских.  Абраменко Федор Харитонович
- Абраменко Федор Харитонович Словарик затруднительных для правописания слов, правила правописания и правила расстановки знаков препинания : по новому правописанию / сост. по акад. словарям и др. источникам Ф. Х. Абраменко. - 25-е изд. - М. : Т-во В. В. Думнов, наследники бр. Салаевых, 1918. - 208 с.    http://shpl.dlibrary.org/ru/nodes/57751-abramenko-f-h-slovarik-zatrudnitelnyh-dlya-pravopisaniya-slov-pravila-pravopisaniya-i-pravila-rasstanovki-znakov-prepinaniya-po-novomu-pravopisaniyu-m-1918
- Абраменко Федор Харитонович Пишите по новому правописанию, утвержденному Академией наук и принятому Министерством народного просвещения. Москва: Товарищество "В. В. Думнов, наследники бр. Салаевых", 1918; Петроград.